# Fru Sherlock Holmes
Fru Sherlock Holmes är en amerikansk film från 1936 i regi av Stephen Roberts.

## Handling
Lawrence Bradford är skild från sin fru Paula. Mest på grund av att Paula, en deckarförfattare, haft en otrolig förmåga att dra in Lawrence i mordgåtor, något han tröttnat på. Men när han får höra om en jockey som dött under mystiska omständigheter återförenas de igen i jakten på gåtans lösning. Snart blir Lawrence själv misstänkt för mord när en kropp bokstavligen ramlar in i hans lägenhet.

## Rollista

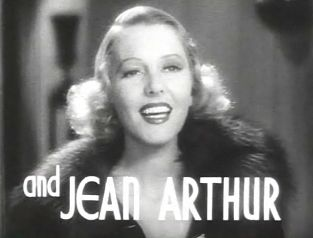
Jean Arthur i filmens trailer.

- William Powell - Dr. Lawrence Bradford
- Jean Arthur - Paula Bradford
- James Gleason - Corrigan
- Eric Blore - Stokes, butler
- Robert Armstrong - Nick Martel
- Lila Lee - Miss Prentiss
- Grant Mitchell - John Summers
- Erin O'Brien-Moore - Mrs. Summers
- Ralph Morgan - Leroy Hutchins